# Église Saint-Denis de Lugny
L'église Saint-Denis de Lugny est une église située sur le territoire de la commune de Lugny, en Haut-Mâconnais, dans le département français de Saône-et-Loire et la région Bourgogne-Franche-Comté. 
Elle relève de la paroisse Notre-Dame-des-Coteaux en Mâconnais (qui a son siège à Lugny).

## Historique
L’église a été bâtie au début du XIXe siècle, entre 1824 et 1826, en lieu et place de l'ancienne église romane (avec chapelle seigneuriale), qui fut démolie en 1823 et dont les matériaux servirent partiellement à rebâtir la nouvelle église.

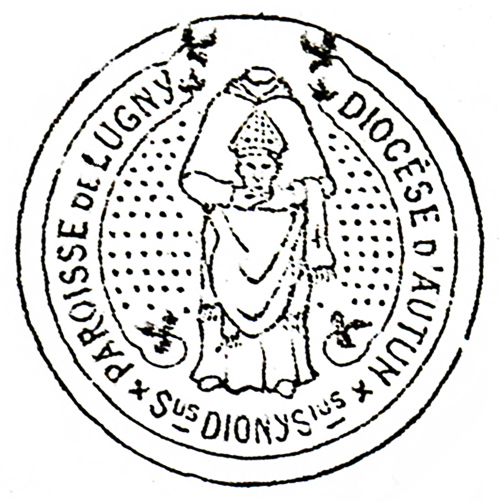
Saint Denis, patron de Lugny.

Elle est, comme la précédente église, placée sous le vocable de saint Denis, patron de Lugny.
Le 12 février 1906, trois mois après la promulgation de la loi du 9 décembre 1905 concernant la séparation des Églises et de l’État, l'inventaire des biens « dépendant de la fabrique paroissiale de Lugny »  fut dressé par le receveur des domaines en fonction à Lugny, chef-lieu de canton, et, à ce titre, l'ensemble du mobilier se trouvant à l'intérieur de l'édifice fut recensé et estimé (2347,50 francs), l'abbé Jacques Dufêtre étant curé de Lugny.
L’intérieur de l’édifice a été profondément remanié dans les années qui suivirent le concile Vatican II, dans un souci d’adaptation à ses prescriptions, et ce fut plus précisément à frère Denis Aubert (1934-2015), membre de la communauté de Taizé, architecte de l'église de la Réconciliation de Taizé (1962), que l’on demanda de « repenser » les lieux.

## Description

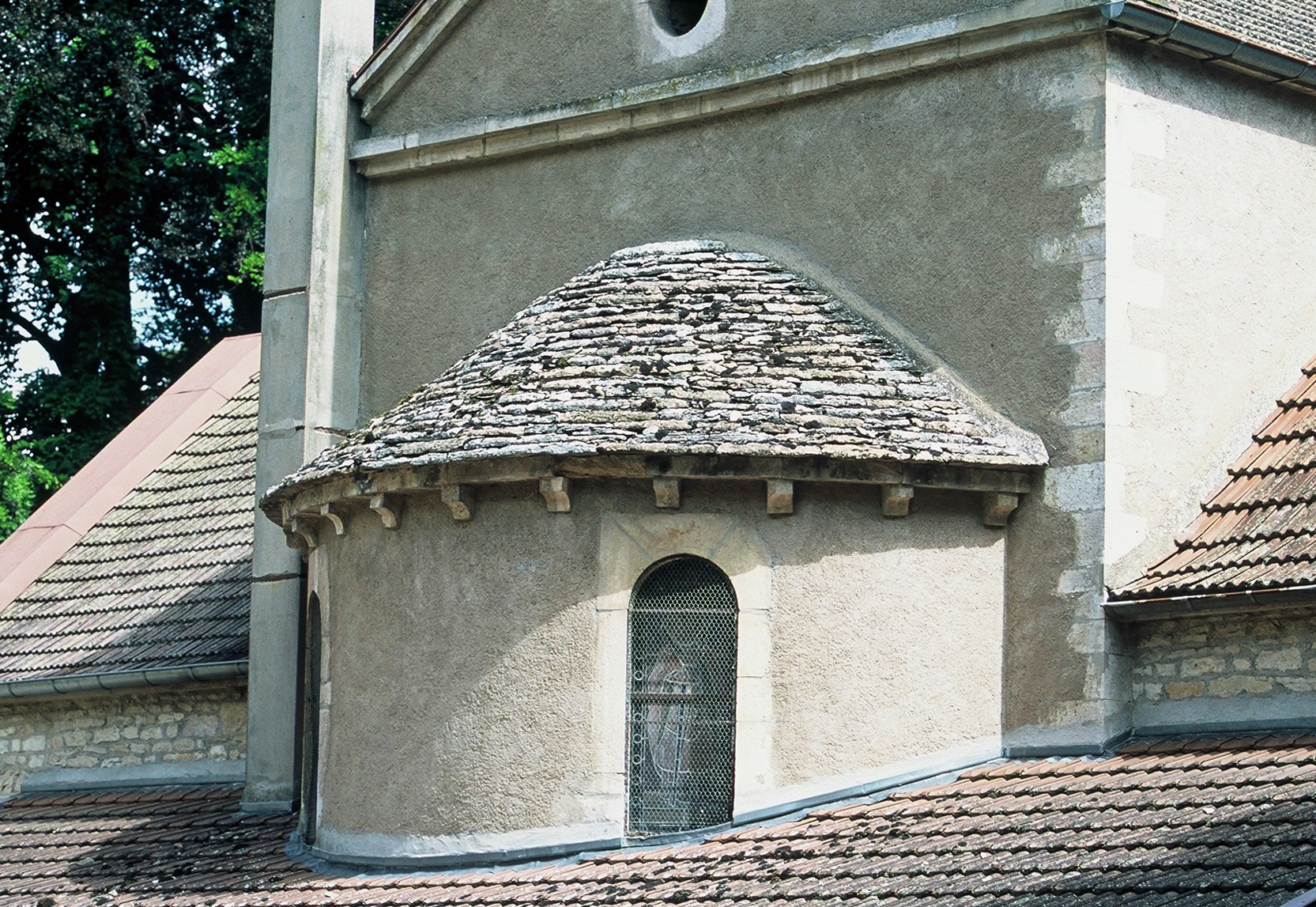
Le chevet couvert de « laves » de l'église Saint-Denis de Lugny. Se devine dans l'ouverture le vitrail dédié à saint Denis, patron de Lugny.

### Extérieur
Construite d'après des plans dressés par l'architecte Roch fils de Mâcon et couvrant une superficie de 4 a 80 ca, elle a la forme d'une croix latine et dispose, d'est en ouest, d'une avant-nef, d'une nef avec bas-côtés, d'un chœur encadré de deux chapelles et d'un chevet semi-circulaire.
Son clocher est de type type clocher porche.
Quant à son chevet, de forme semi-circulaire ressortant d'une construction orthogonale à usage de sacristie, il a conservé sa couverture faite de lave (lauze).

### Cloches
Le clocher abrite deux cloches fondues dans la première moitié du XIXe siècle, toutes deux à tintement électromagnétique (la plus grosse sonnant en mi et la plus petite en sol).
La plus ancienne, à six anses, pèse une tonne et date de 1825. On peut y lire l'inscription suivante, en lettres capitales, répartie sur quatre lignes : « L’AN 1825 SOUS LE REGNE DE CHARLES X J’AI ETE BENITE PAR Mr ETIENNE BOUILLARD CURE DE LUGNY. J’AI EU POUR PARRAIN Mr HENRY / JOSEPH THUGNOT DELANOY, CHEF D’ESCADRON DES ARMEES DU ROY EN RETRAITE, CHEVALIER DE L’ORDRE ROYAL ET MILITAIRE DE ST LOUIS ET / DE L’ORDRE ROYAL DE LA LEGION D’HONNEUR ET MAIRE DE LUGNY ET POUR MARRAINE MAde MARIE AGNES ZAIPFFET EPOUSE / DE Mr BARROUD CAPITAINE D’INFENTERIE EN RETRAITE ».
La plus récente, à six anses également, pèse 750 kg et date de 1841. On y lit l'inscription suivante, en lettres capitales, répartie sur trois lignes : « J’AI ETE REFONDUE AU MOIS DE JUILLET 1841 SOUS LE REGNE DE LOUIS PHILIPPE ROI DES FRANÇAIS / J A BAUDOUIN FONDEUR / COMMUNE DE LUGNY ».
À noter : sous chaque cloche a été conservé un dispositif relativement « rare » : un support sur lequel est appuyé un bras métallique qui était jadis entraîné par une corde depuis le bas, et renvoyé par une poulie (existante) ; ce bras venait prendre le battant de la cloche et l’amenait à frapper la cloche (demeurée immobile).

### Intérieur

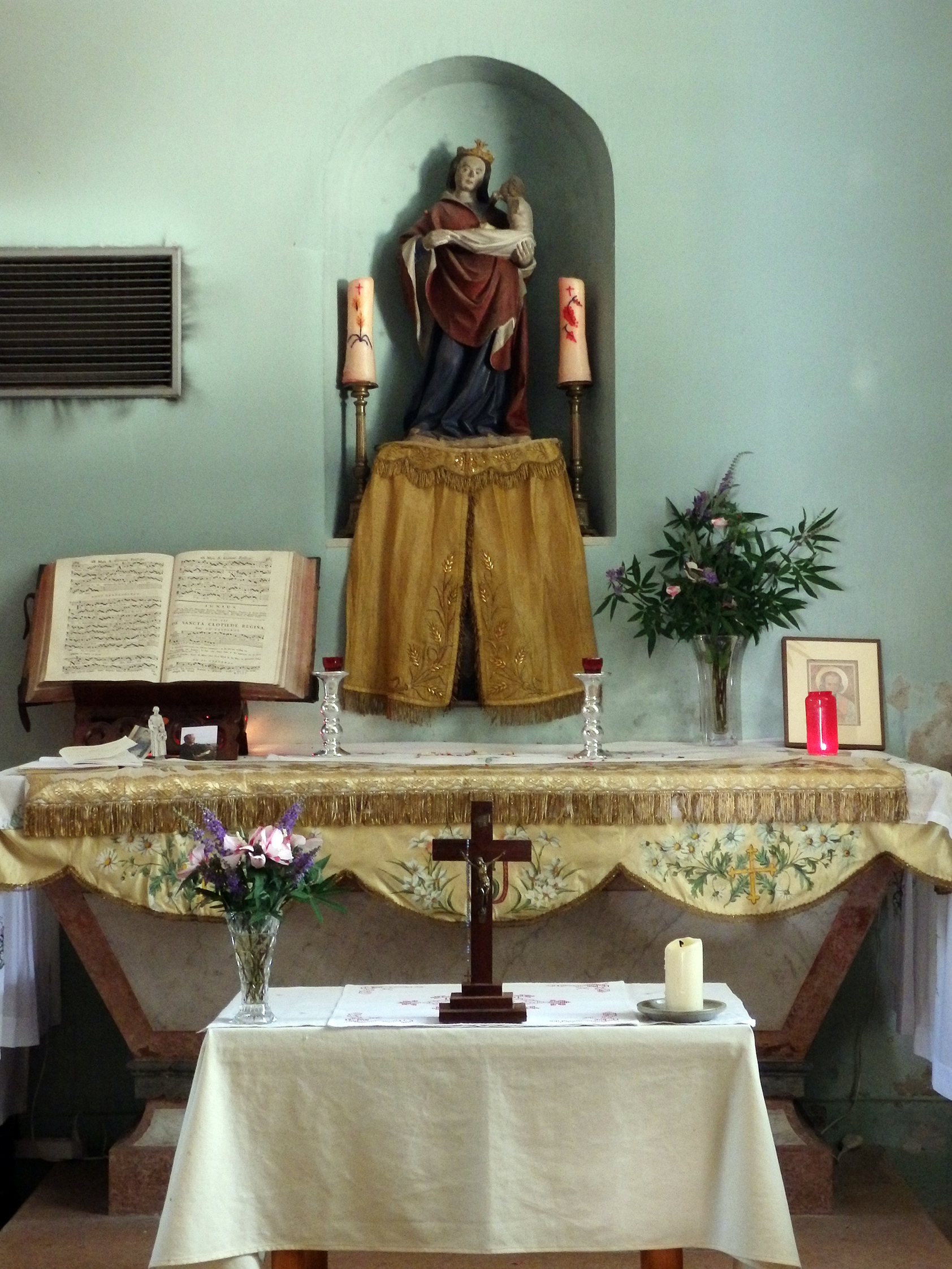
La chapelle du Saint-Sacrement et sa Vierge à l'Enfant bourguignonne de la fin du XVe siècle (inscrite MH).

La nef, à deux colonnades à entablement rappelant les basiliques paléochrétiennes, a cinq travées et mesure 16,50 mètres de longueur. Elle est flanquée de deux collatéraux.
Un arc triomphal en plein cintre fait communiquer la nef avec le chœur voûté d’arêtes, qui est flanqué de deux chapelles (l'une du Saint-Sacrement et l'autre des fonts baptismaux, elles aussi voûtées d’arêtes) – et qui se termine par une abside semi-circulaire (abside longtemps dissimulée derrière une haute cloison construite sous voûte vers 1970, démolie sur la moitié de sa hauteur au cours de l'été 2023).

### Vitraux
Dans l’abside, deux vitraux datant vraisemblablement de la construction de l'édifice ont été conservés : 
- à gauche, avec la palme du martyre, Sanctus Dionysius (saint Denis), sous le vocable duquel est placée l'église et par ailleurs saint patron de Lugny ;
- à droite, la Vierge Marie présentant l’Enfant Jésus (Maria, mater Dei).

Toutes les autres baies – éclairant le nef, les chapelles et l'avant-nef – ont perdu leurs vitraux (figuratifs) vers 1970, remplacés par de simples verrières losangées.

## Mobilier
Elle abrite plusieurs œuvres remarquables :
- dans la chapelle des fonts baptismaux, le retable « Le Christ et les Apôtres », en pierre (classé au titre des Monuments historiques en 1903), représentant le Christ et les Apôtres daté de 1528[7] ;
- dans la chapelle du Saint-Sacrement, une Vierge à l’Enfant (protégée au titre des Monuments historiques depuis 1979[8]) en pierre polychrome – au déhanchement caractéristique de la statuaire bourguignonne – exécutée au XVe siècle[Note 3] (statue évoquant le thème artistique de la Conversation sacrée : l'Enfant renverse la tête vers sa Mère et échange avec elle un regard plein d'attention[9]).

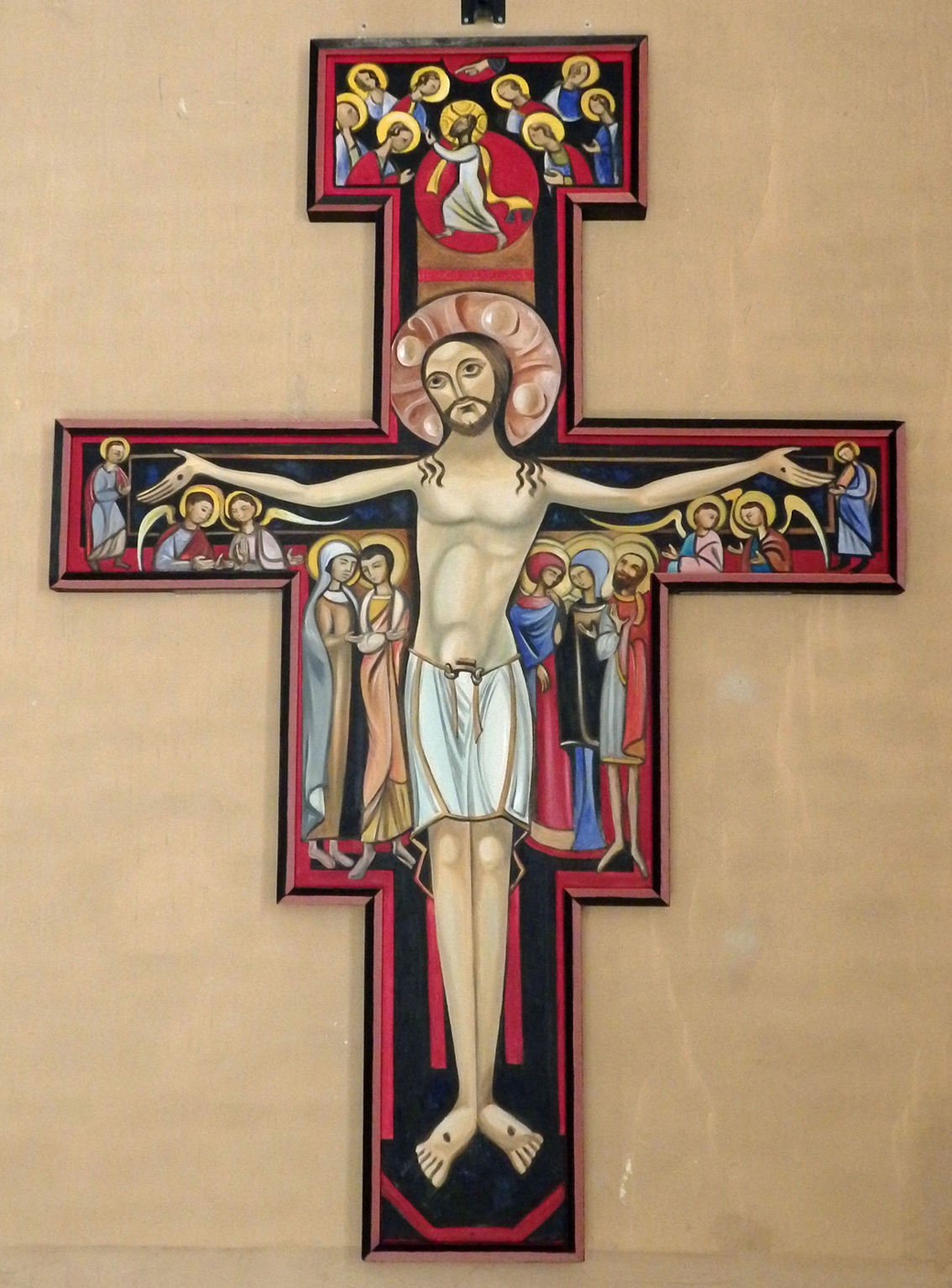
L'église abrite l'une des plus anciennes œuvres de l'artiste Michel Bouillot : Le Christ de Saint-Damien (2,68 m x 1,86 m, vers 1950).

Y sont également visibles, dans ses bas-côtés (réalisés à la demande du chanoine Joseph Robert) :
- un tableau exécuté vers 1950 par l'artiste Michel Bouillot, intitulé « L'Annonce de la Parole en Mâconnais »[Note 4], dont la composition, très étudiée en dépit de dehors naïfs et réalistes, se veut être une allégorie du projet éducatif et religieux de l'école catholique fondée par les prêtres de Lugny au sortir de la guerre[11] ;
- du même artiste, une croix peinte inspirée du crucifix de Saint-Damien visible en la basilique Sainte-Claire d'Assise (Italie)[12] montrant le Christ dans sa Passion surmontée (son corps rayonnant, ceint d'un pagne de lin bordé d'or, se détache sur un fond de ténèbres, tandis qu'une couronne de gloire remplace la couronne d'épines)[13].

Parmi les objets ayant été conservés de l’ancienne église romane figurent notamment les fonts baptismaux, qui paraissent remonter au XIVe siècle. Dans l’allée centrale de la nef, quatre pierres tombales en calcaire gris coquillé provenant elles aussi de l'ancienne église forment une partie du pavement.
Dans l'avant-nef trône une plaque de marbre ornée dans sa partie supérieure d'une pietà que le sculpteur Albert Libeau (1893-1971) de Lugny, futur chef de l'atelier de restauration des marbres du musée du Louvre, façonna au début des années vingt à la demande de la paroisse pour rendre hommage aux Lugnisois morts au champ d'honneur au cours de la Première Guerre mondiale. Une devise inspirée d'un recueil de poèmes de Victor Hugo encadre cette plaque sur trois de ses côtés : « Ceux qui pieusement sont morts pour la Patrie, ont droit qu'à leur tombeau la foule vienne et prie. ».
Une Vierge à l'Enfant en bois du XVIIIe siècle est exposée en hauteur dans la chapelle des fonts baptismaux, reposant sur une console de pierre sobrement sculptée vers 1970 par Michel Bouillot.
Début 2021, l'harmonium, retiré vers 1970, a été réinstallé dans la nef.
En mars 2023 a été installée dans l'avant-nef une œuvre monumentale – mêlant bois (poirier) et acier – de Christian Oddoux, artiste qui s'était installé à Lugny en 1972 et qui est décédé le 18 juin 2022, après avoir fait don à sa commune d'un Saint-Sébastien de sa création (œuvre sculptée en 1984, représentant le saint « convulsé par [des] flèches d’acier qui le clouent à un cadre tel un papillon rare »).

## Culte

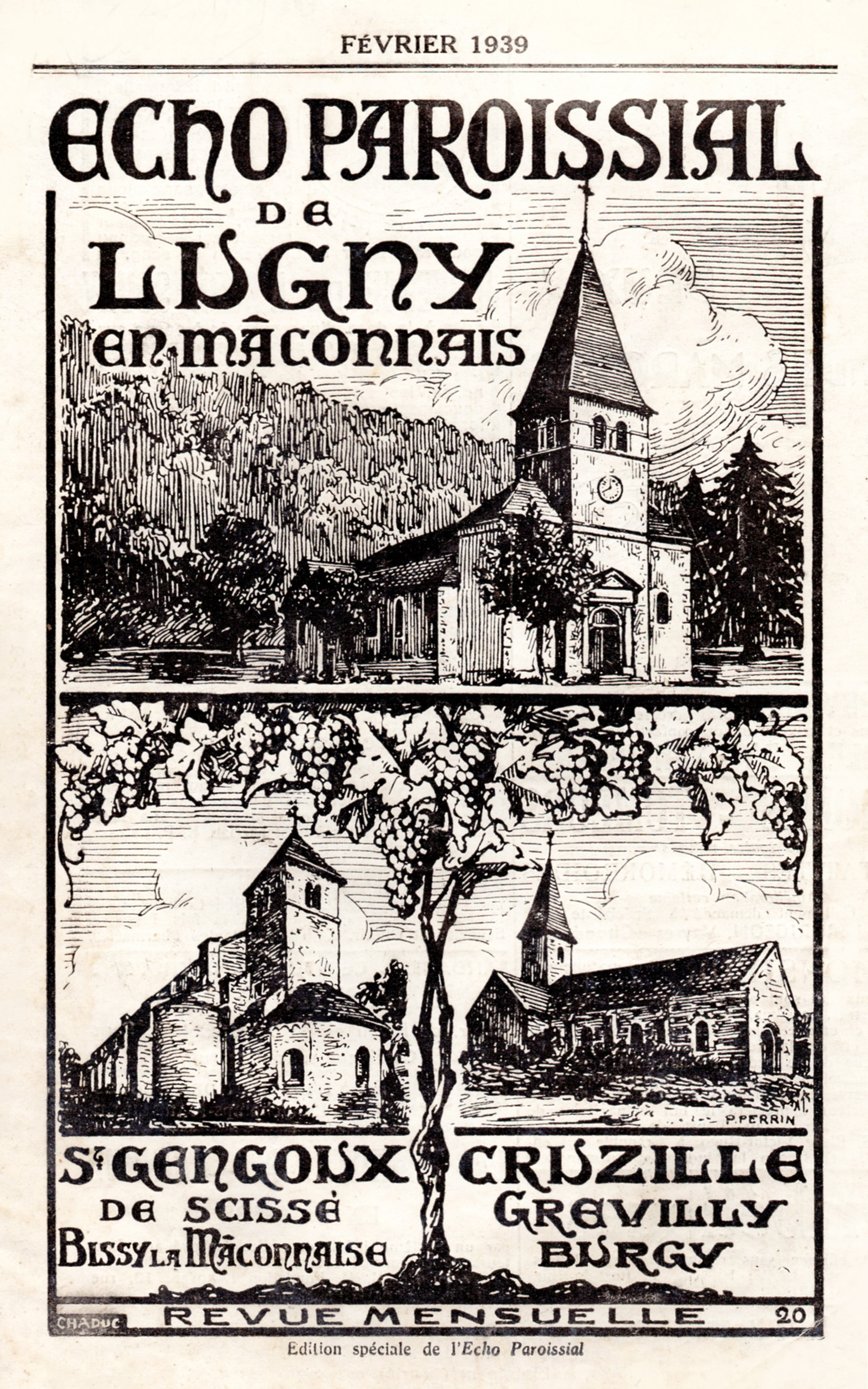

Édifice consacré du diocèse d'Autun relevant de la paroisse Notre-Dame-des-Coteaux-en-Mâconnais (Lugny) – qui en est affectataire au titre de la loi de 1905 –, l'église de Lugny est, deux siècles après sa construction, un lieu de culte catholique.

## Visite
Tous les ans depuis 2007, l'église de Lugny se visite dans le cadre des Journées européennes du patrimoine (visites commentées organisées à l'initiative de l'association Lugny Patrimoine).
Elle a par ailleurs été rendue visitable en 2017 et 2018 à l'occasion de la Nuit des églises, manifestation annuelle à laquelle elle a participé, de nouveau, en 2019.

## Toponymie
Cet édifice a donné son nom à la place qui le jouxte (place de l'Église), qui correspond à l’ancien cimetière, transféré hors du bourg par décision du conseil municipal du 8 octobre 1854 : « Depuis longtemps, la translation du cimetière est devenue d'une absolue nécessité : placé au centre du bourg et au-dessus de l'abreuvoir du bétail, il n'est pas possible de le conserver plus longtemps dans ces conditions. De plus, son extrême exiguïté oblige à ouvrir prématurément les fosses. Enfin, les murs de l'enceinte faits avec de mauvais matériaux s'écroulent de toutes parts. Après plusieurs tentatives qui ont échoué, le maire a trouvé un terrain réunissant toutes les conditions désirables : placé sur un point élevé au Nord-Est à 500 mètres environ des dernières maisons du bourg, d'un accès facile. Il fallait seulement savoir s'il avait la profondeur convenable. Pour cela, des fouilles ont été faites avec le consentement des propriétaires. Elles ont produit un résultat satisfaisant. »
L'édifice a également donné son nom à la principale rue du bourg de Lugny (rue de l'Église), rectifiée dans son tracé par l'application d'un plan d'alignement des façades de ses maisons dans les années 1860-1870.

## En images

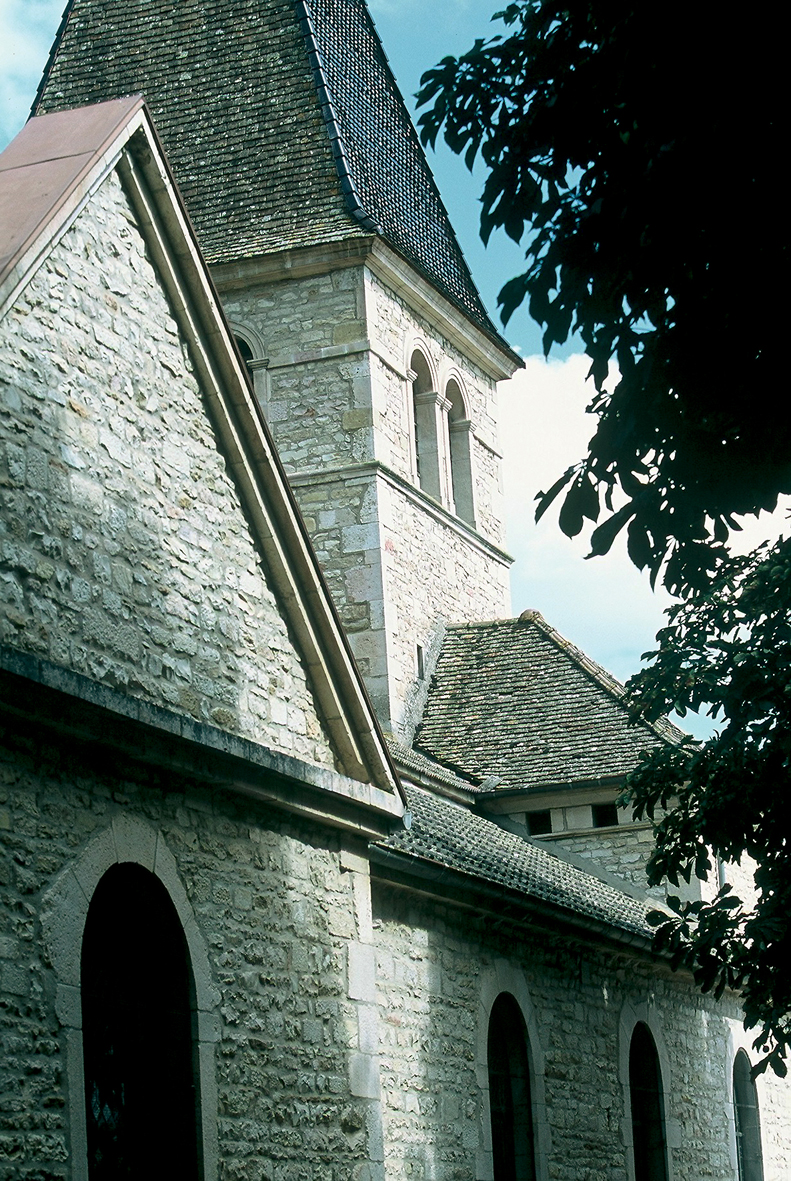
Un édifice bâti dans le style néo-classique : l'église Saint-Denis.
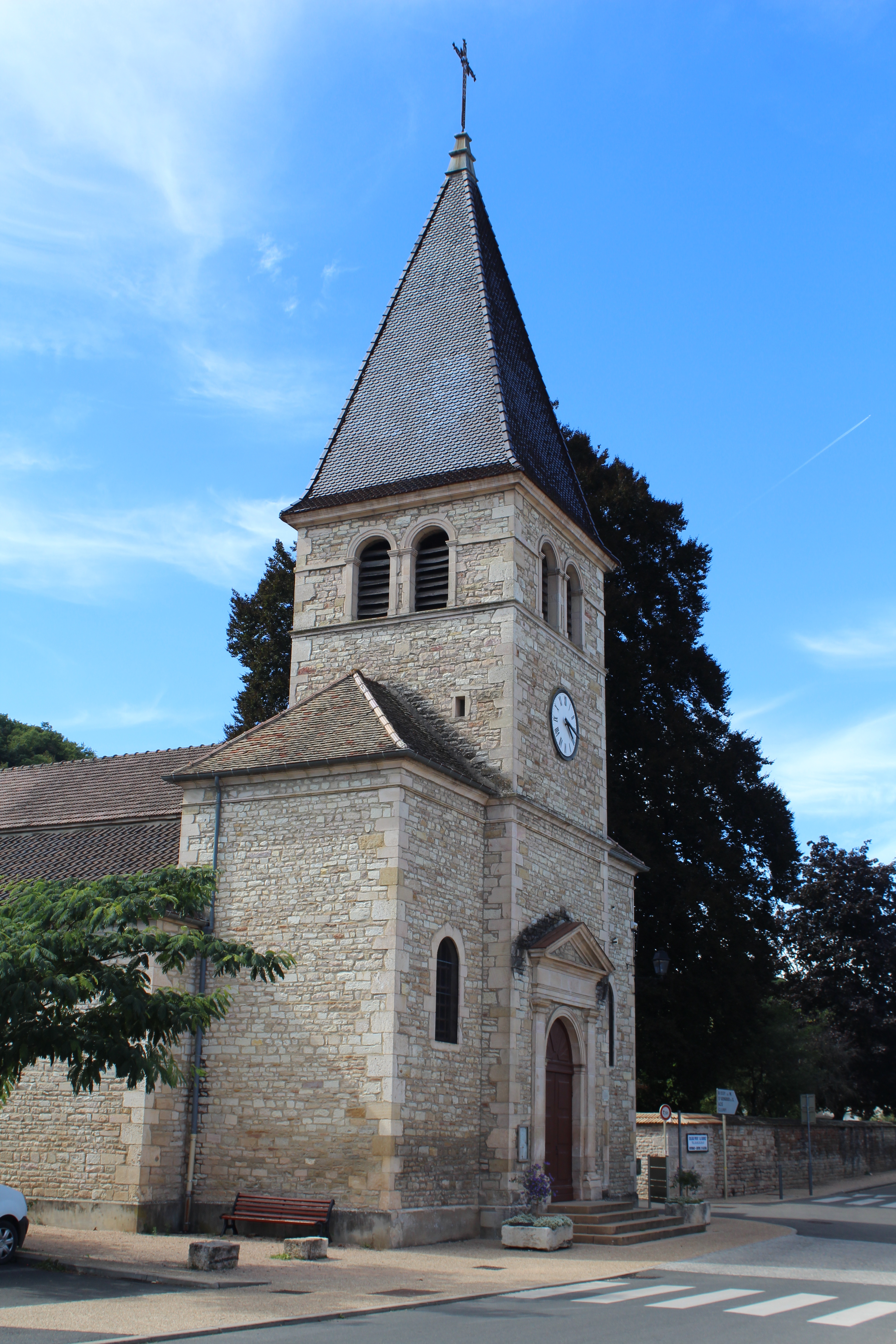
L'église Saint-Denis et son « clocher-porche ».
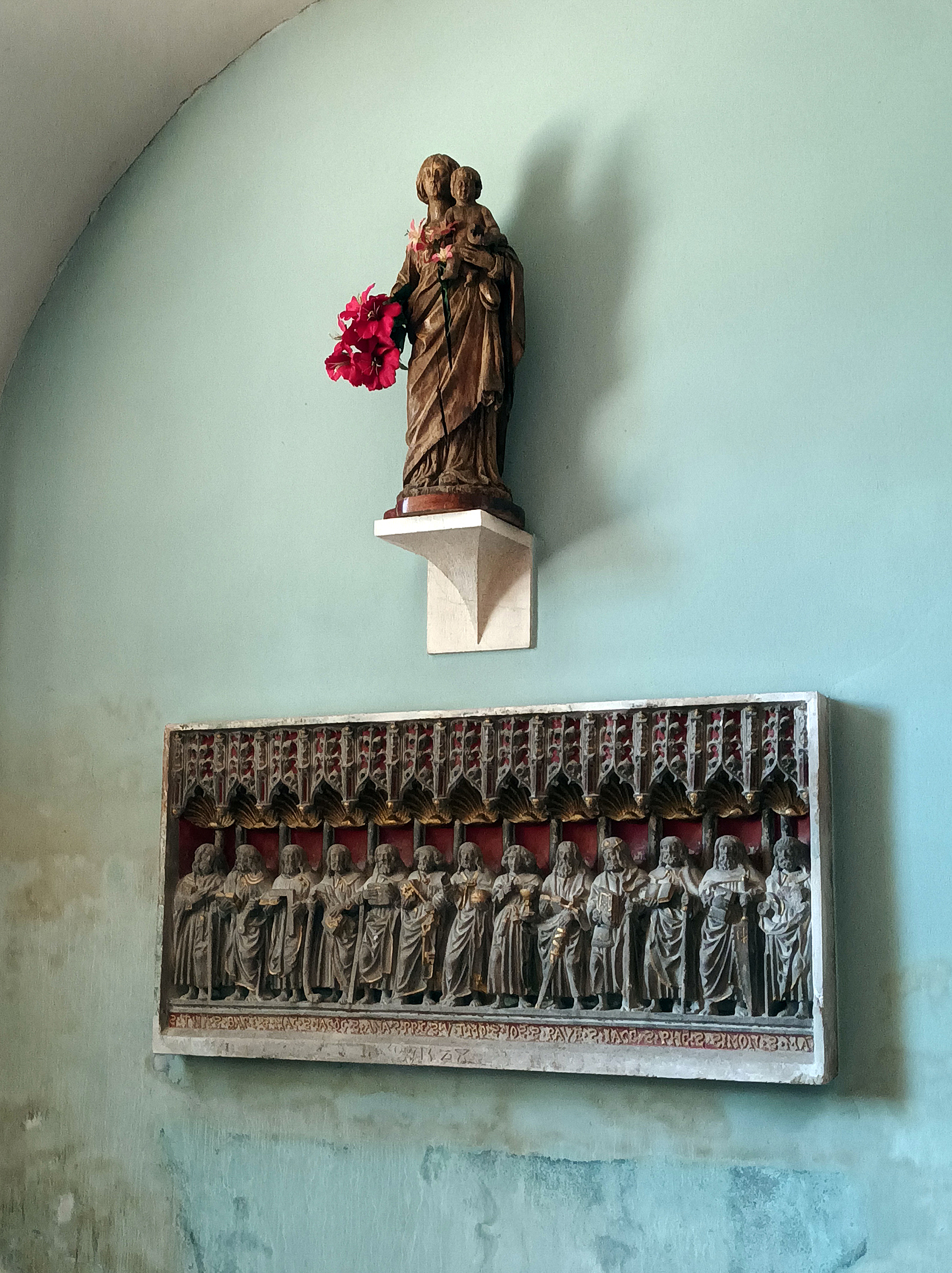
Le retable « Le Christ et les Apôtres » et la Vierge à l'Enfant en bois visibles dans la chapelle des Fonts baptismaux.
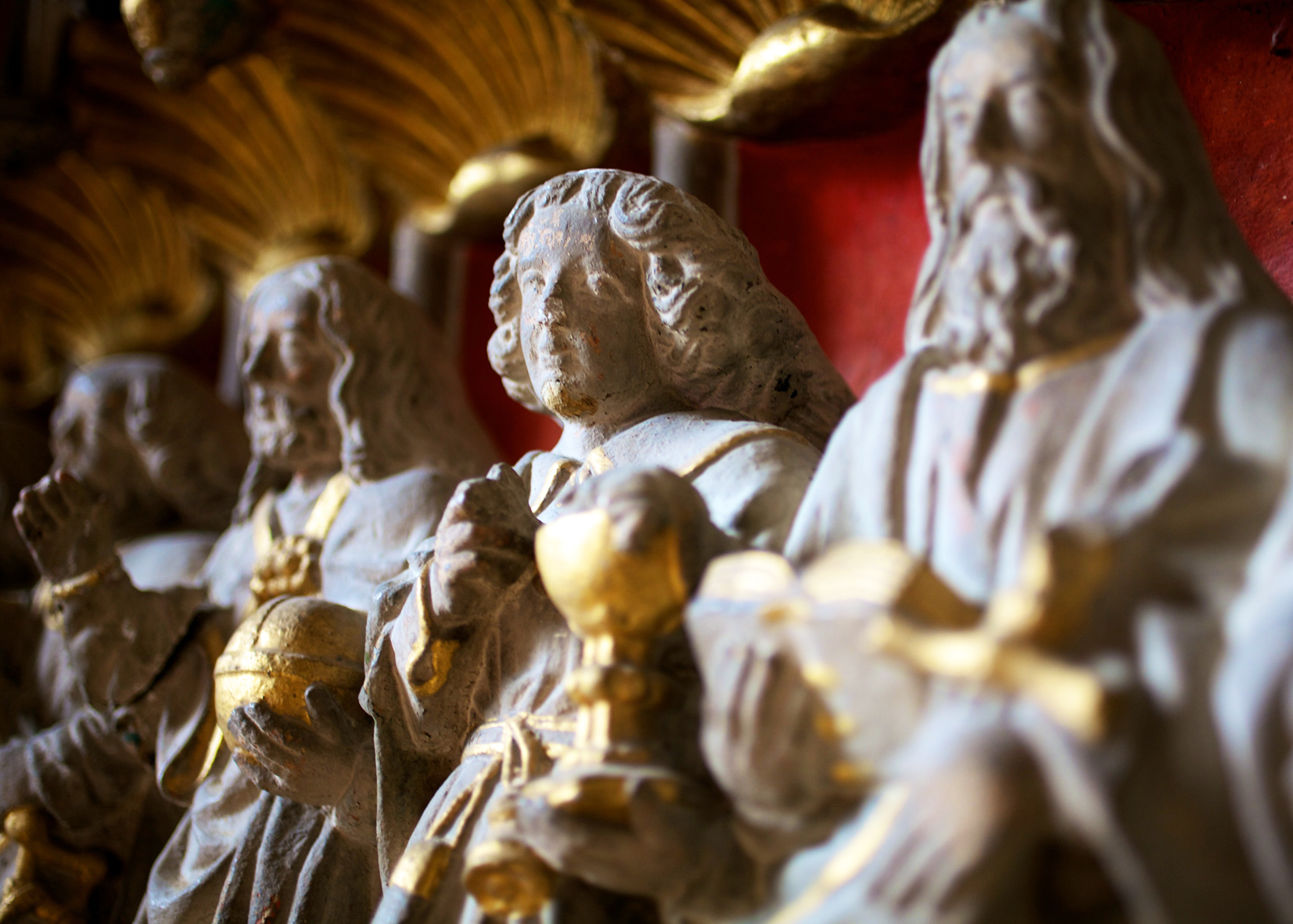
Saint Jean tel qu'il apparaît sur le retable « Le Christ et les Apôtres » de style flamboyant visible dans l'église (1528).
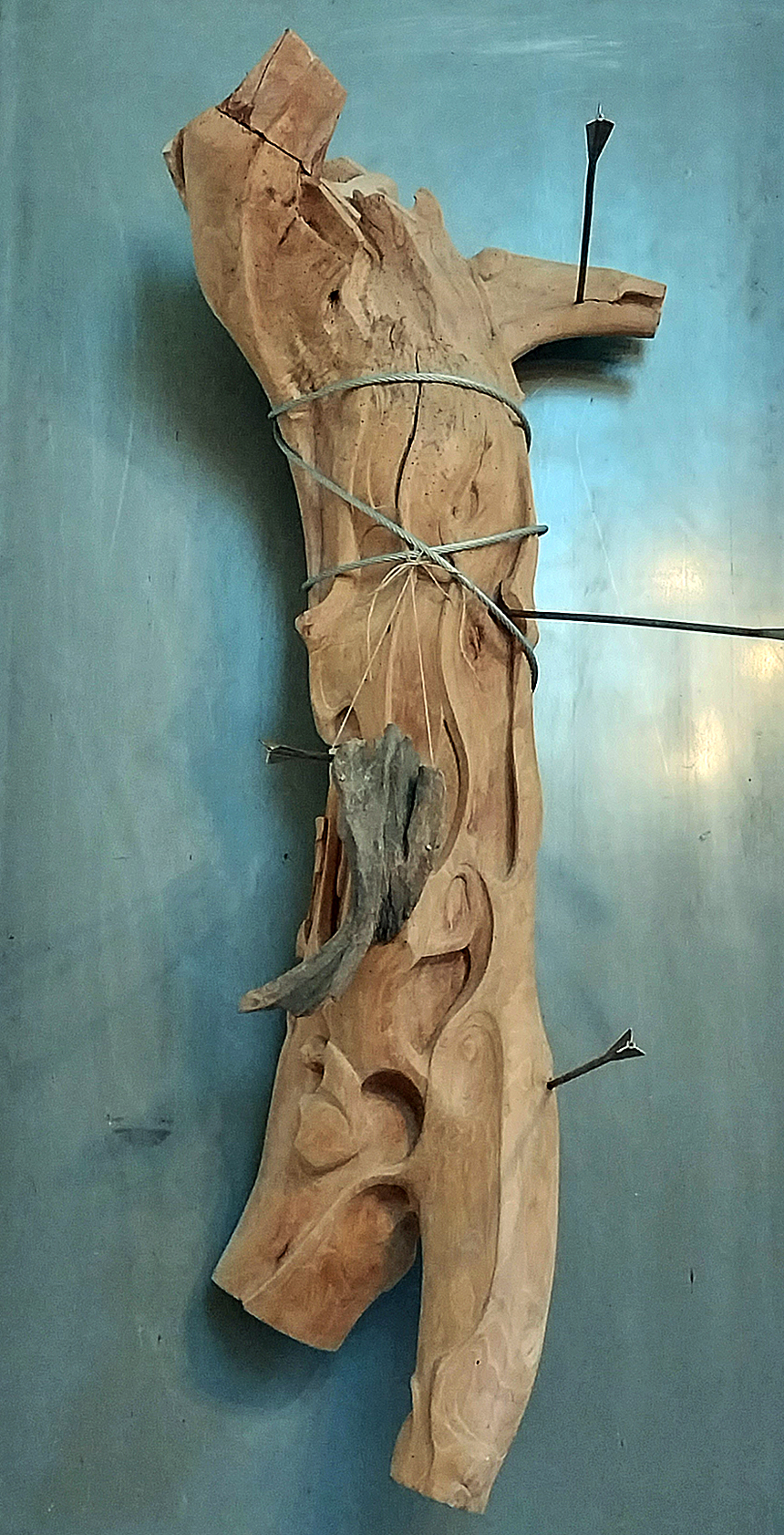
Saint Sébastien, œuvre provenant de l'atelier de l'artiste lugnisois Christian Oddoux.
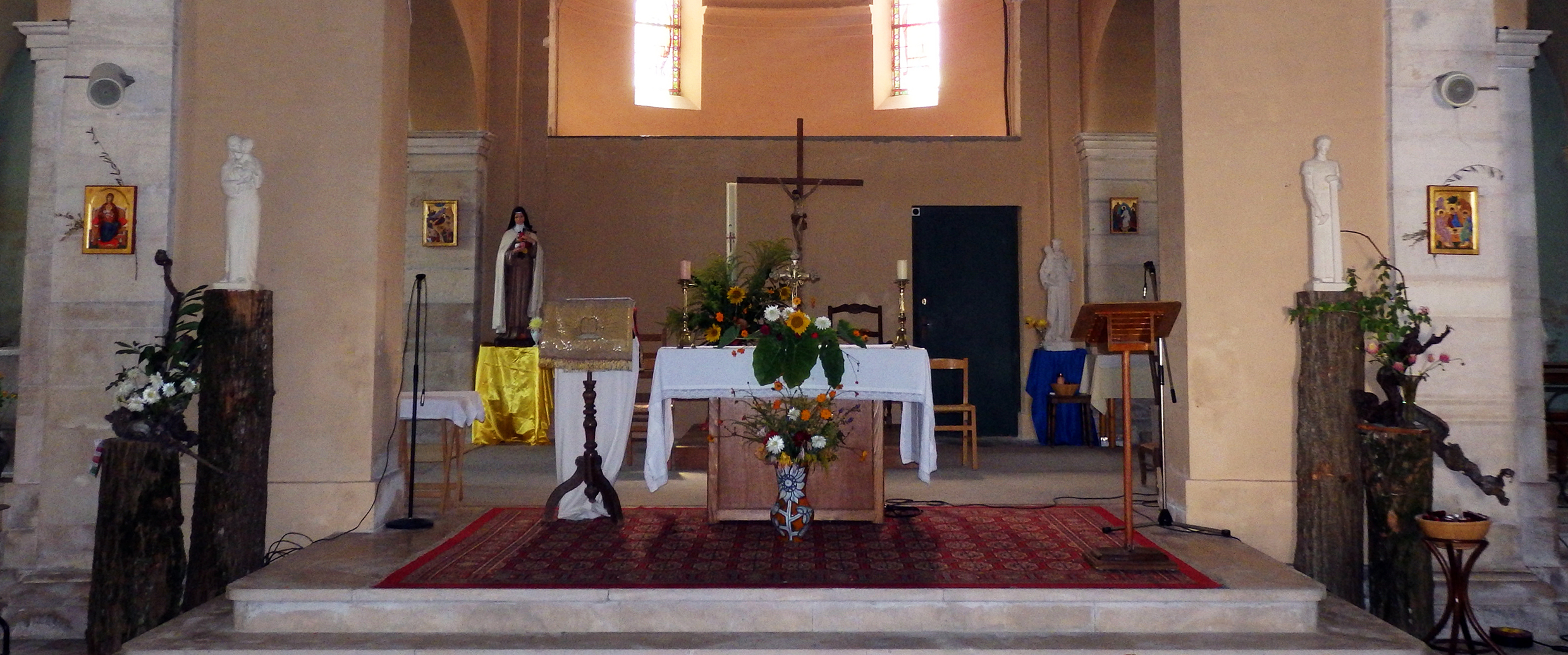
Le chœur de l'église (2023).